# ワード・ワールド
『ワード・ワールド』は、アメリカのPBSで放送されている知育アニメ番組。日本では2009年10月26日から2011年7月までプレイハウスディズニーで放送され、2012年10月2日からディズニージュニアで放送されている、いずれも第1シーズン 全52話のみ放送。

## 番組の概要
この番組は、ディズニージュニア中の全ての番組で知育色が極めて強いといえる。それは、「視聴者層でメインをなしている小さな子供たちに、正しい英単語の綴りと発音を習得させる」という副次的な目的をもって制作されているからである。毎回必ず、ED字幕が最後まで出尽くした後に「この番組はアメリカ合衆国教育省との共同契約で制作しています」というテロップが表示される。
登場人物（全て動物だがキャラ名は固有名詞扱い）1人1人の容姿は、めいめいが表わす英単語の1文字1文字が結合して立体的に表現されている。さらに作品中で1人以上のキャラがある英単語を作成した際に、その英単語は自動で変形して1文字1文字が立体的に膨らむと同時に互いに結合し、それが表わす事物の形になる。逆に、きちんと形をなしているある物が何らかの理由で破壊されたときは、残骸のままで残るのではなく、それの単語を構成する1文字1文字に還元＆分解されたうえでその文字が散乱するという描写になっている。

## 登場人物
ナレーション
声 - デニス井手
ダック
声 - 細井治
アヒル（詳細は上を参照、以下同じ）。おっちょこちょいな性格な為にトラブルをよく起こしてしまう。
フロッグ
声 - 小森創介
カエル。博識な面を持っているが、単語が忘れるなどうっかりな部分を持つ。
アント
声 - ジェリー・ソーレス
アリ。背が小さくても力持ちで頑張り屋である。一人で無理の時はいとこ達を呼ぶ。
シープ
声 - 沖佳苗 ／ 浅川悠 ／クリステル・チアリ
ヒツジ。
ベア
声 - 嶋村カオル
クマ。
ピッグ
声 - MAI
ブタ。料理番組を開いているが、食いしん坊な為に作った料理を食べてしまう。

## サブタイトル
1. にげだした O (Runaway O)
2. DOGの たんじょうび (Happy Birthday, Dog!)
3. ちいさくても おおきくても (There's an Ant in Every Giant)
4. ヒツジのシェフ (Chef Sheep)
5. つきへの ロケット (Rocket to the Moon)
6. ことり (The Birds)
7. きえたパイのなぞ (The Mystery of the Disappearing Pie)
8. DUCK しんせきに あう (Duck's Family Reunion)
9. あたらしいともだち (Sh-Sh-Shark!)
10. ボールがほしい (Dog Wants to Play Ball)
11. パイが いっぱい！ (Pies, Pies, Pies!)
12. まるたごや (Waterlogged)
13. DOG キャンプにいく (Dog's Camping Adventure)
14. Yのじを さがせ (V is for Vacation)
15. ぬくぬく (Snug as a Bug)
16. あかり (Nightlight)
17. はじめての おとまりかい (Duck's First Sleepover Party)
18. いろんな ぼうし (One Hat Fits All)
19. おどる いぬ (Dancing Dog)
20. よるの おしょくじかい (Pig's Big Moonlight Feast)
21. バンドに はいろう (Boppin' with the Bug Band)
22. シャッフルワード (Shuffleword)
23. きえた W (W Drought)
24. おひめさま (Princess Sheep)
25. ろうどくたいかい (Radio Read-a-Thon)
26. ロボットだいかつやく (Robots to the Rescue)
27. ひこうき (Pl-Pl-Plane)
28. ごちゃごちゃ (Mail Mix Up)
29. プレゼント (Pig's Present)
30. うちゅうの とけい (Tick Tock Space Clock)
31. おしろを つくろう (Castle in the Sea)
32. レインコート (Get Your Coat)
33. スーパーヒーロー (Superhero Sheep)
34. かいぞくせん (Pirate Ship)
35. スパイ (Playing Spies)
36. ちいさなクジラ (Wee Little Whale)
37. なぞの しまへ (The Race to Mystery Island)
38. スターたんじょう (A Star is Born)
39. せんろ (Back on Truck)
40. バースデーケーキ (The Rainbow Birthday Cake)
41. ちょっとずつ (Bit by Bit)
42. カウボーイ (Ride 'em Cowbear!)
43. やきゅう (Play Ball!)
44. ちず (M is for Map)
45. とべ! (Flying Ant)
46. アヒルの ショー (The Dancing Duck Bonanza)
47. こわれたランプ (The Lost Letter L)
48. クッキー (Catch that C!)
49. ほし (The Christmas Star)
50. おくりもの (A Christmas Present For Dog)
51. ハロウィーンの おばけ (A Kooky Spooky Halloween)
52. ハロウィーンの いしょう (Sheep's Halloween Costume)